# Un sogno, una vittoria
Un sogno, una vittoria (The Rookie) è un film del 2002 diretto da John Lee Hancock, distribuito dalla Walt Disney Pictures, basato sulla vera storia di Jim Morris, che ha avuto una breve, ma celebre, carriera nella Major League Baseball.

## Trama
Jim Morris è il figlio di un militare della Marina che trasferisce la famiglia da Hollywood, Florida, a Big Lake, Texas. Jim è un lanciatore provetto, anche se suo padre disapprova il suo sogno di entrare nella Major League. La città di Big Lake ha perso l'amore per il baseball, preferendo il football, per cui Jim non è in grado di giocare a baseball al liceo. In seguito ha una possibilità quando viene arruolato dai Milwaukee Brewers, ma si rompe una spalla, ponendo fine al suo sogno.
Nel 1999, Jim, sposato con tre figli, è un insegnante di scienze  e allenatore di baseball al liceo. La sua squadra, i Big Lake Owls, non ha successo, con molti dei suoi giocatori abili ma poco motivati. Un giorno dopo l'allenamento, il ricevitore della squadra Joel si offre di giocare a palla con Jim. Lì, si scopre che Jim ha ancora un lancio forte. Gli Owls credono che Jim potrebbe lanciare nella Major League e gli offrono un accordo: se gli Owls vincono il campionato e arrivano ai playoff, Jim ci riproverà. Lui accetta la loro offerta e la squadra lo spinge a lanciare la palla veloce durante l'allenamento di battuta; questo migliora immensamente le loro abilità.
Gli Owls vincono il campionato. Jim viene a sapere di un provino per i Tampa Bay Devil Rays e ci va senza dirlo alla moglie Lorri, temendo che la sua paura di un nuovo infortunio alla spalla gli impedisca di andare. Gli scout professionisti scoprono la sua capacità di lanciare una palla da baseball a 98 mph (158 km/h). Lo scout principale dice a Jim che potrebbe essere ingaggiato per un contratto di Minor League. Lorri lo scopre dopo aver ricevuto due messaggi telefonici dagli scout di Tampa Bay. Jim lo dice a suo padre, con cui ha ancora un rapporto freddo, e lui cerca di nuovo di dissuaderlo. Anche Lorri è riluttante a lasciar andare Jim, ricordandogli le sue responsabilità come padre, ma dopo aver visto come Jim sta ispirando il loro figlio, Hunter, gli permette di andare.
Inizialmente Jim viene assegnato in Minor League agli Orlando Rays ma passa rapidamente in prima serie ai Durham Bulls. Preoccupato per la sua famiglia a causa delle spese crescenti, decide di rinunciare, ma Lorri lo dissuade. Jim si ispira di nuovo quando guarda la sua intervista in televisione e una partita di Little League Baseball, ricordando l'amore per lo sport che aveva da bambino.
A settembre, Jim viene informato che il club della Major League lo ha convocato e che giocherà in Texas contro i Rangers. Chiama la moglie, che informa la città. Dopo averle spiegato il dress code per i giocatori, al suo arrivo Jim trova la sua giacca sportiva, una cravatta e la sua medaglia di Santa Rita (la santa dei sogni impossibili) appesi nel suo armadietto . La sua famiglia, i giocatori del liceo e molti cittadini vanno alla partita. Jim impressiona molti degli allenatori durante il riscaldamento con la sua palla veloce e, verso la fine della partita, con Tampa Bay che perde malamente, Jim viene chiamato a lanciare a Royce Clayton e a concludere l'inning. Jim ottiene uno strikeout contro Clayton su tre palle veloci consecutive. Dopo la partita, viene intervistato dalla stampa e nota che anche suo padre è venuto alla partita. Il padre di Jim ammette quanto sia speciale vedere suo figlio giocare nelle major e si scusa per non averlo sostenuto prima. Jim lo ringrazia e gli dà la palla con cui ha ottenuto lo strikeout, e i due fanno pace.
La bacheca dei trofei della Big Lake High School espone la maglia della Major League di Jim. Viene poi menzionato che Jim ha giocato nelle Major League per due stagioni prima di ritirarsi e tornare a insegnare in Texas.